# 로즈 장학금
로즈 장학금( - 奬學金, 영어: Rhodes Scholarship)은 영국의 자선사업가이자 제국주의자였던 세실 로즈 유언으로 설립한 '로즈 재단'(The Rhodes Trust)에서 준다. 매년 세계 각국 인재를 영국 옥스퍼드 대학교 대학원 학위과정 수학을 지원하는 제도다. 당초 특정국가 출신만 응시할 수 있었으나 2017년부터 국적 제한이 사라졌고, 2019년 12월에는 한국인 합격자도 발표했었다.
로즈 장학금은 세계에서 가장 영예로운 장학금 중 하나로 인정받고 있으며, 선발된 학생들은 평생 '로즈 장학생'이었다는 말이 따라다닐 정도로 사회적, 학문적 인지도가 높다.

## 역사
| 나라                                | 2022년 할당 | 1902년 할당 |
| ----------------------------------- | ----------- | ----------- |
| 오스트레일리아                      | 9           | 6           |
| 버뮤다                              | 1           | 1           |
| 캐나다                              | 11          | 2           |
| 중국                                | 4           | —           |
| 동아프리카                          | 1           | —           |
| 독일                                | 2           | 5           |
| 홍콩                                | 2           | —           |
| 인도                                | 5           | —           |
| 이스라엘                            | 2           | —           |
| 자메이카 & 카리브 연방              | 2           | 1           |
| 케냐                                | 2           | —           |
| 말레이시아                          | 1           | —           |
| 뉴펀들랜드                          | —           | 1           |
| 뉴질랜드                            | 3           | 1           |
| 파키스탄                            | 1           | —           |
| 싱가포르                            | 1           | —           |
| 남아프리카                          | 10          | 5           |
| 시리아, 요르단, 레바논 & 팔레스타인 | 2           | —           |
| 아랍 에미리트                       | 2           | —           |
| 미국                                | 32          | 32          |
| 아프리카 서부                       | 2           | —           |
| 잠비아& 짐바브웨 (이전 로디지아)    | 2 —         | — 3         |
| 전 세계                             | 2           | —           |
| 전체                                | 101         | 57          |

1902년에 시작된 이 국제 장학금 프로그램은 역사가 1백 년이 넘었으며, 선발과정이 까다롭기로 유명하다. 이렇게 뽑힌 로즈 장학생(Rhodes Scholar)들은 영국 옥스퍼드 대학에서 무료로 공부할 수 있는 특혜가 주어진다. 이들에게는 전공별로 2~3년간 옥스퍼드 대학에서의 학비는 물론 기숙사 시설과 생활비, 심지어는 여행비까지 일체가 지급된다. 이 기간 동안 학생들은 옥스퍼드에서 어떤 대학원에서든지 공부하고 졸업할 수 있으며, 원하면 옥스퍼드 학부 졸업장도 얻을 수 있다.
매년 미국에서 32명의 대학생들이 선발되며, 그외에도 캐나다(11명), 남아프리카공화국(10명), 오스트레일리아(9명), 인도(5명), 뉴질랜드(3명), 독일(2명), 버뮤다, 홍콩, 자메이카, 케냐, 파키스탄, 짐바브웨, 잠비아 등에서 51여 명이 선발돼 함께 옥스퍼드 대학에 입학하게 된다.

## 선발 기준
로즈 장학생 선발은 그 선발 기준이 일반적인 장학재단과는 큰 차이를 두고 있다. 로즈 장학재단은 장학생을 뽑을 때 우수한 학업성적 외에도 인격과 봉사활동, 특정 주제에의 열정적 관심에 많은 무게를 둔다. 로즈장학생에 지원하려면 최소한 추천서만 8장이 필요하며 전공분야의 탁월성, 남다른 봉사활동, 리더십, 스포츠 등 지덕체가 모두 요구되므로 보통 1학년때부터 신경써야 할 정도로 경쟁률이 심하다.
로즈 장학재단은 장학생을 뽑을 때 "높은 학업 성취도는 기본이고 성실성과 진지함, 이타적 자세, 타인과 세상에 대한 진지한 관심, 육체적 활력을 중시한다"고 한다.
미국 내에서 로즈 장학생에 지원하려면 우선 각 대학에서 추천을 받아 주별로 결성된 로즈 장학금 위원회에서 뽑혀야 한다. 이 심사위원들과 함께 하는 칵테일 디너 파티에서 말솜씨와 인품, 매너 등에서 좋은 인상을 주어야 하며 그 후 정식인터뷰를 통해 각 주대표로 뽑히면 다시 미 50개 주를 8개 지역으로 나눠 각 지역위원회로부터 최종 인터뷰를 합격하면 미국 전체에서 32명의 장학생이 결정된다. 미국에서는 매년 최고의 엘리트 대학생 1000여명이 로즈장학금에 지원하는데 이 중 32명만이 최종 선발되는 영광을 누리며, 여기에 몇 명이 선발되느냐에 따라 대학의 평판과 후원금 규모가 달라질 정도로 상징성과 영향력이 큰 장학금이다.

## 로즈 장학생 출신의 지도자들
빌 클린턴 전 미국 대통령을 비롯해 보비 진달 현 미국 루이지애나주 주지사, 웨슬리 클라크 전 나토 사령관, 밥 호크 전 호주 총리, 바이런 와이트 전 미국 연방대법관, 데이비드 서터 현 미국 연방대법관, 러스 파인골드 현 미국 상원의원, 빌 브래들리 전 상원의원, 한국 대학생들에게도 잘 알려져있는 풀브라이트 장학재단(Fulbright Fellowships)을 설립한 J. 윌리엄 풀브라이트 전 상원의원, 시사 주간지 <타임>의 편집국장이었던 월터 아이작슨 등 각 분야의 지도자들이 로즈 장학금을 받았을 만큼 이 프로그램을 통해 세계적인 지도자들이 많이 배출됐다.

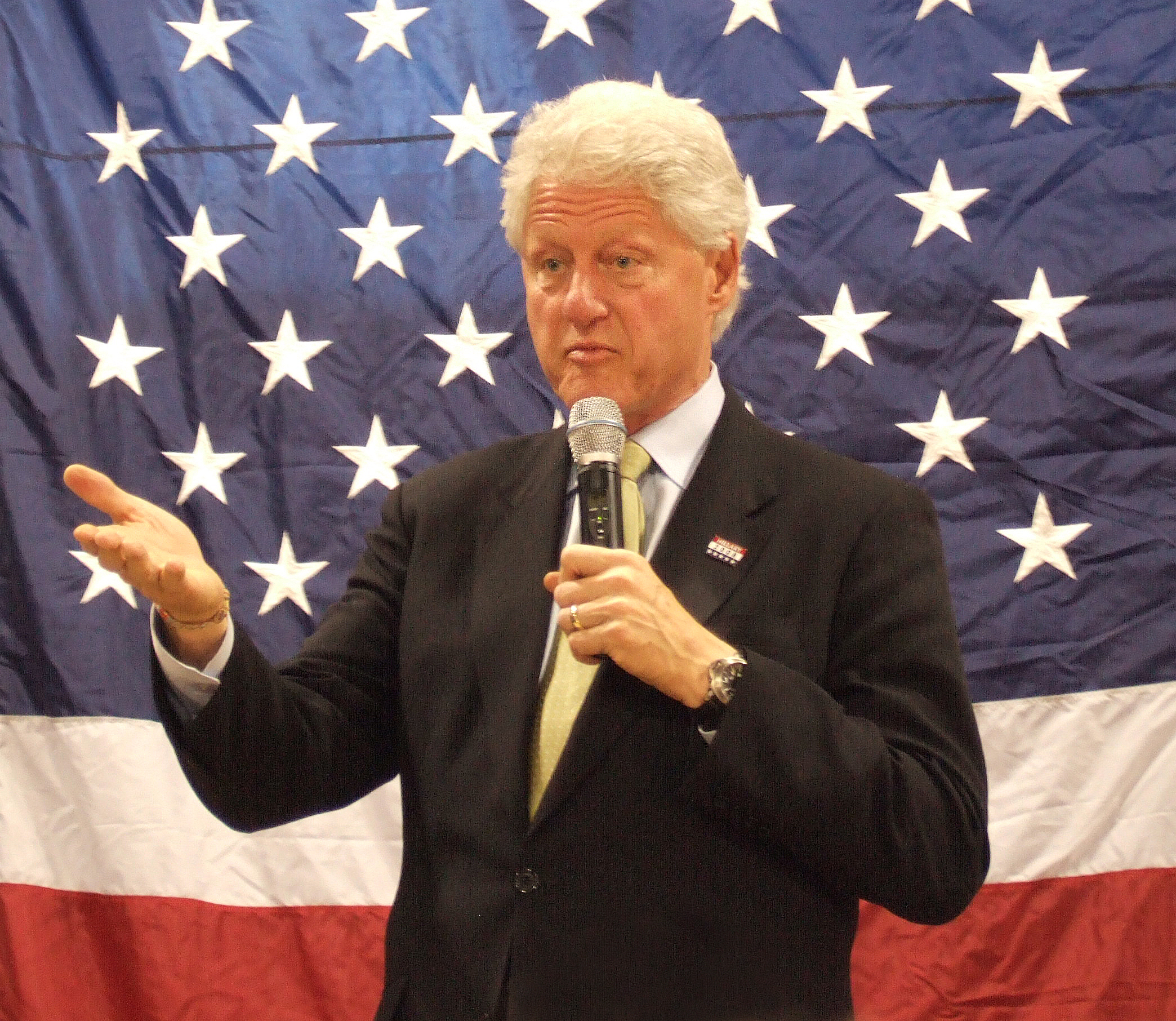
1968년 로즈 장학생이었던 빌 클린턴 제42대 미국 대통령
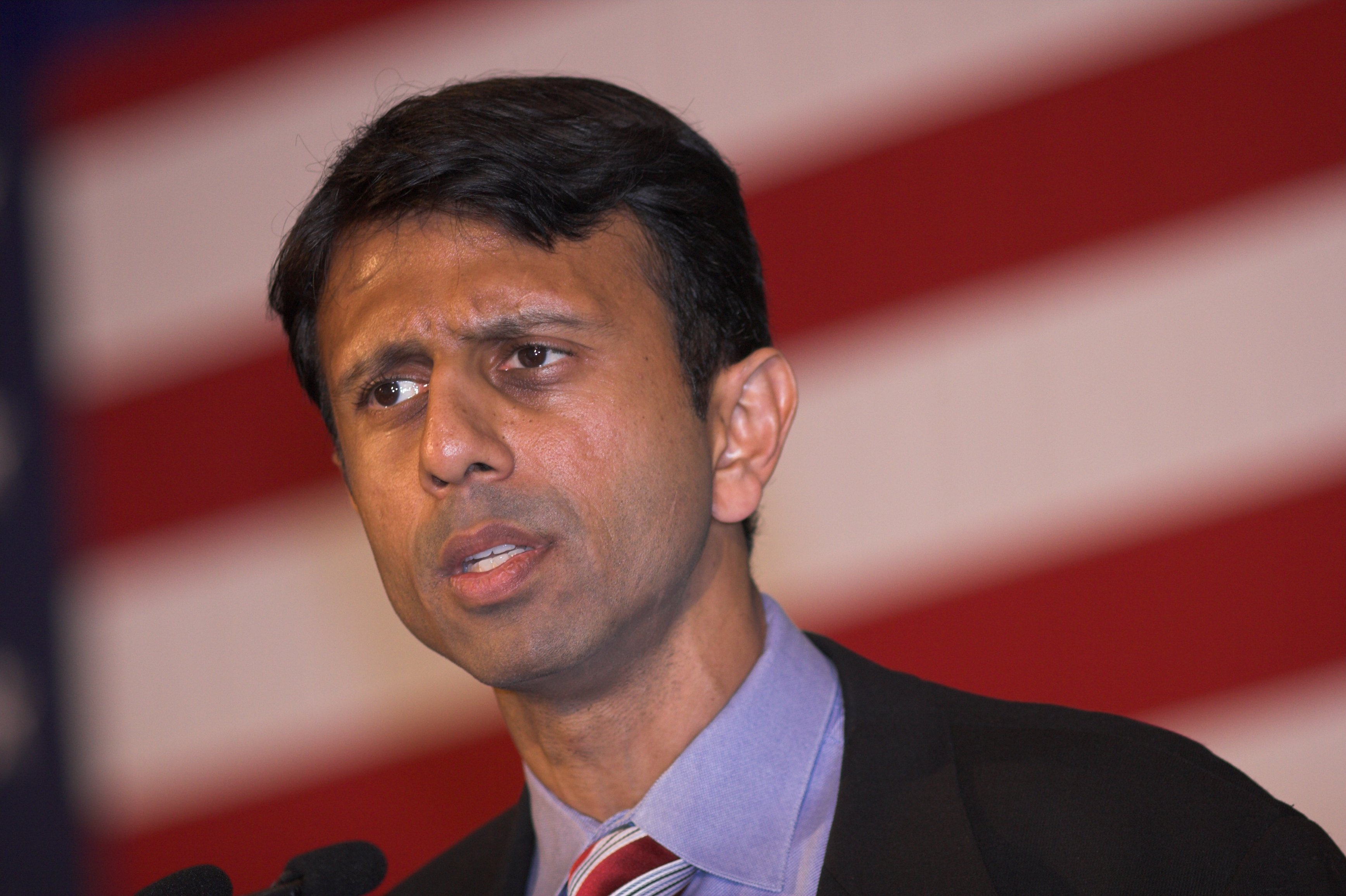
1992년 로즈 장학생이었던 보비 진달 현 미국 루이지애나주 주지사

## 같이 보기
- 풀브라이트 장학 프로그램

## 추가 자료
- (영어) Godfrey Elton Elton, The First Fifty Years of The Rhodes Trust and Scholarships, 1903-1953. London: Blackwell, 1955.
- (영어) Anthony Kenny, The History of the Rhodes Trust. Oxford, England: Oxford University Press, 2001.
- (영어) R.I. Rotberg, The Founder: Cecil Rhodes and the Pursuit of Power. New York: Oxford University Press, 1988.
- (영어) Philip Ziegler, Cecil Rhodes, the Rhodes Trust and Rhodes Scholarships. New Haven, CT: Yale University Press, 2008.

## 각이 보기
- 로즈 하우스(영어판)